# Antonín Vodička
Antonín Vodička (Praga, 1º marzo 1907 – 9 agosto 1975) è stato un calciatore cecoslovacco, di ruolo centrocampista.

## Palmarès

### Club

#### Competizioni nazionali
- Campionato cecoslovacco: 7

Slavia Praga: 1928-1929, 1929-1930, 1930-1931, 1932-1933, 1933-1934, 1934-1935, 1936-1937

#### Competizioni internazionali
- Coppa Mitropa: 1

Slavia Praga: 1938